# Rue des Cheminots (Paris)
Pour les articles homonymes, voir Rue des Cheminots.
La rue des Cheminots est une voie nouvelle du 18e arrondissement de Paris située dans le quartier de la Chapelle.

## Situation et accès
La rue des Cheminots est desservie par la ligne 12 du métro de Paris à la station Porte de la Chapelle, ainsi que la ligne 3b du tramway d'Île-de-France.
En forme de fer à cheval, la rue commence au no 7, rue Pierre-Mauroy et aboutit au no 43 de la même rue.

## Origine du nom
Elle rend hommage aux cheminots et au passé ferroviaire du nouveau quartier de Chapelle international.
Une rue des Cheminots existe aussi à Saint-Denis.

## Historique

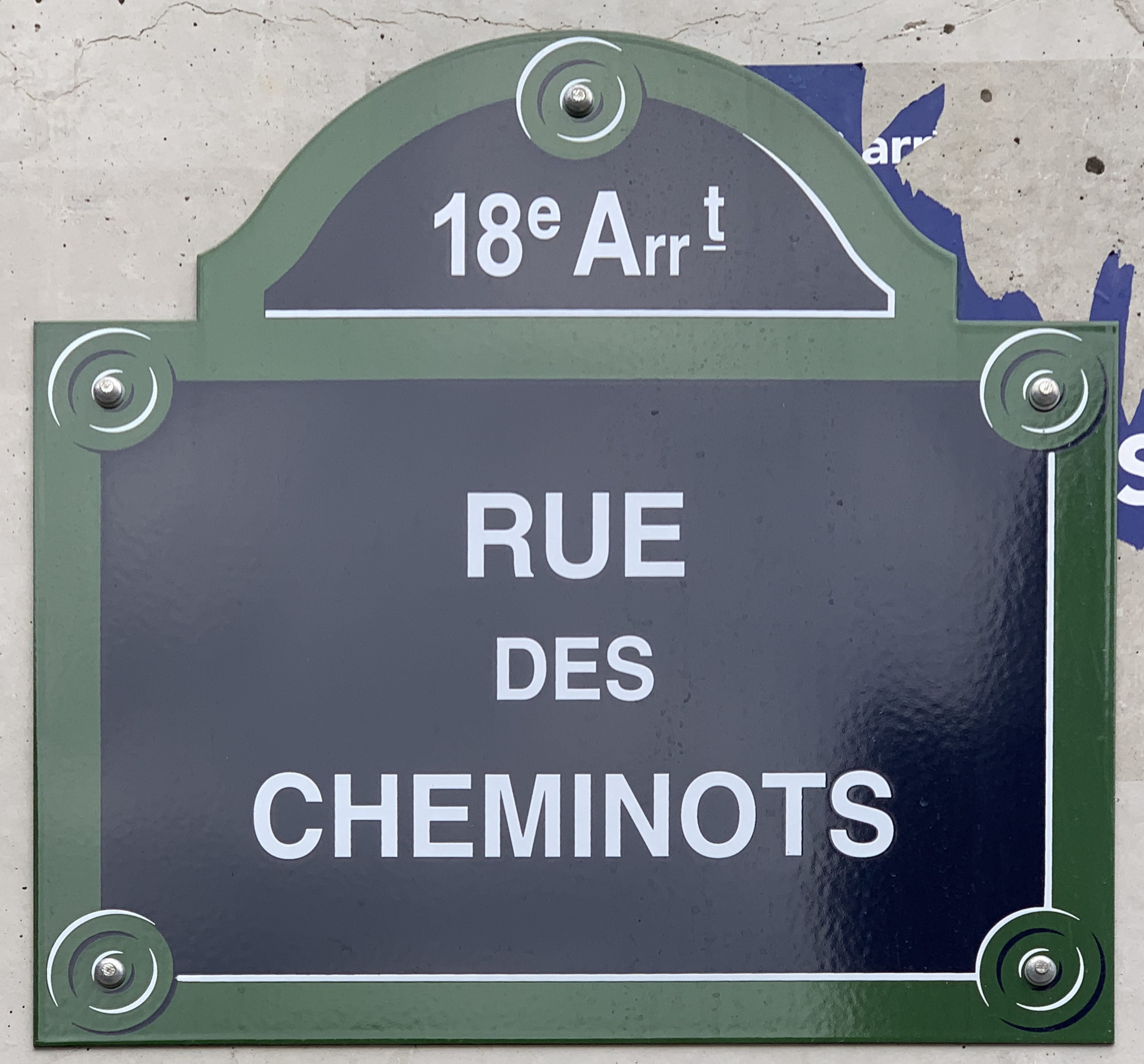
plaque de la rue des Cheminots, à l'intersection avec l'allée Lydia Becker.

La nouvelle voie a été auparavant nommée sous le nom provisoire de « voie CQ/18 ».
Elle a pris sa dénomination actuelle au Conseil du 18e arrondissement et du Conseil de Paris, et devenue officielle en 2018.
Elle est désormais l'une des artères principales du nouveau quartier.
Elle dessert notamment l'école Eva Kotchever au nord, le nouveau square du 21-Avril-1944 au centre, et débouche dans un secteur encore en travaux à la rue de la Chapelle, au sud.

## Bâtiments remarquables et lieux de mémoire
- Le quartier de Chapelle international ;
- Le parc Chapelle-Charbon ;
- La rue Eva-Kotchever ;
- La rue Pierre-Mauroy.